# 森際康友
森際 康友（もりぎわ やすとも、1950年 - ）は、日本の法学者。名古屋大学教授を経て、明治大学特任教授。専門は法哲学、法曹倫理。

## 人物
研究テーマは、民主政における権力・正義・法、立法と法解釈による法の一義化、法曹倫理の機能と理念。東京大学在学中、法哲学者の碧海純一の教えを受ける。

## 略歴
- 1950年 - 兵庫県に生まれる
- 1974年 - 東京大学法学部卒業
- 1976年 - 東京大学大学院法学政治学研究科修士課程修了(法学修士)、東京大学法学部助手
- 1979年 - 名古屋大学法学部助教授
- 1987年 - 名古屋大学法学部教授
- 1999年 - 名古屋大学大学院法学研究科教授
- 2016年 - 名古屋大学定年退職、明治大学法学部特任教授

## 所属学会
- 日本法哲学会
- 法哲学社会哲学国際学会連合(IVR)

## 著書
- 『知識という環境』(編著，名古屋大学出版会，1996年)
- 『法曹の倫理』(編著，名古屋大学出版会，2011年)

など。

## 社会的活動
- 2003年 - 法哲学社会哲学国際学会連合(IVR)副理事長
- 2003年 - 名古屋大学医学部倫理委員会委員（2003年～）
- 2004年 - ドイツ裁判官アカデミー講師(裁判官倫理)
- 2006年- JICA短期専門家(モンゴル法曹倫理研修)
- 2006年 - 名古屋工業大学生命倫理審査委員会委員
- 2007年 - 名古屋市衛生研究所疫学倫理審査委員会委員